# Hayri Arsebük
Hayri Arsebük (8 febbraio 1915 – 1943) è stato un cestista turco.

## Carriera
Ha giocato nel Galatasaray; ha inoltre disputato un incontro alle Olimpiadi del 1936, chiuse al 19º posto dalla Turchia.